# Ngân hàng Tín dụng Daedong
Ngân hàng Tín dụng Daedong (DCB) là một ngân hàng của Cộng hòa Dân chủ Nhân dân Triều Tiên được thành lập vào năm 1995 và có trụ sở tại thủ đô Bình Nhưỡng của đất nước này.
DCB đã nằm trong danh sách trừng phạt của Bộ Tài chính Mỹ kể từ tháng 6 năm 2013 vì "vai trò hỗ trợ chương trình vũ khí hủy diệt hàng loạt của Bình Nhưỡng". Cũng bị trừng phạt là DCB Financial Limited và người đại diện là Kim Chol-sam cùng trưởng phòng đối ngoại Cục Năng lượng Nguyên tử Bắc Triều Tiên Son Mun San.